# Eve Kivi
Eve Kivi (Paide, 8. svibnja 1938.) je estonska glumica. Rodno ime joj je Eeve Kivi.

## Životopis
Godine 1959. diplomirala je na učilištu Estonskog dramskog kazališta. Radila je u Tallinnfilmu i Mosfilmu. Od 1955. glumila je u oko 50 filmova.

Od 1965. do 1972. bila je udana za brzoklizača Antsa Antsona .

## Odabrana filmografija
- 1959. "Vallatud kurvid"
- 1959. "Sampo" (uloga: Annikki)
- 1961. "Ohtlikud kurvid"
- 1969. "Viimne reliikvia"
- 1974. "Ohtlikud mängud"
- 1975. "Briljandid proletariaadi diktatuurile"
- 1992. "Need vanad armastuskirjad"
- 1994. "Tulivesi" (uloga: Lulu)

## Nagrade
- 1983.: zaslužna umjetnica Estonske SSR[2]